# Dvorec Sporta (Ťumeň)
Sportovní komplex "Dvorec Sporta" (také Palác sportu „Rubin“, rusky Спорткомплекс Дворец спорта) je ledová aréna v Ťumeni v Rusku a je domovském hřišti hokejových klubů VHL Rubin Ťumeň a MHL Ťumeň Legion. Do roku 1992 se jmenoval „Palác sportu odborů“ a kapacita činí 3 350 diváků.

## Historie
Stavba sportovního arény s umělým ledem začala v roce 1983 v rámci rekonstrukce otevřené malé arény stadionu Spartak (později přejmenované na Geolog). Stavbu provedla firma Ťumenstroj, zákazníkem byla Ťumeňská regionální rada Všesvazového federálního odborového svazu odborů. Termíny dokončení arény zhotovitelem se v průběhu stavby neustále posouvaly: původně měla být dokončena ve 4. čtvrtletí 1987, později se termíny otevření posunuly až na jaro 1988. Zejména stavební firma a představitelé města přislíbili předání objektu v předvečer dne města  24. července 1988). Zkušební domácí zápasy Rubina se konaly v lednu 1988, před oficiálním uvedením zařízení do provozu, a protože v té době pokračovaly dokončovací práce, zápasy se konaly bez diváků. První zápasy s diváckou kulisou se konají pravidelně od října 1988.
30. listopadu 1988 byl otevřen Palác sportu. Ve stejný den se konalo utkání mistrovství SSSR v ledním hokeji mezi Rubinem a Metallurgem. Otevření sportovního paláce umožnilo hokejovému klubu Rubin hrát v Ťumenu trvale (dříve Rubin hrál všechny domácí zápasy ve Sverdlovsku, s výjimkou zimního období, kdy klub hrál na otevřené ploše místního stadionu Junosť. Od roku 1989 je možné v aréně provádět živé televizní přenosy.
V roce 2017 byly oznámeny plány na modernizaci arény, konkrétně se plánuje navýšení kapacity na 7 000 míst. Vedení HC Rubin se ale rozhodlo upustit od výstavby nové arény kvůli vysoké ceně projektu.